# Д'Ло (Міссісіпі)
Д'Ло (англ. D'Lo) — місто (англ. town) в США, в окрузі Сімпсон штату Міссісіпі. Населення — 373 особи (2020).

## Географія
Д'Ло розташоване за координатами 31°59′13″ пн. ш. 89°54′4″ зх. д. / 31.98694° пн. ш. 89.90111° зх. д. (31.986917, -89.901125).  За даними Бюро перепису населення США в 2010 році місто мало площу 1,80 км², уся площа — суходіл.

## Демографія
Згідно з переписом 2010 року, у місті мешкали 452 особи в 181 домогосподарстві у складі 122 родин. Густота населення становила 252 особи/км².  Було 211 помешкання (117/км²).
Расовий склад населення:
| - 73,2 % — білих - 25,0 % — чорних або афроамериканців - 0,9 % — вихідців з тихоокеанських островів - 0,2 % — корінних американців |

До двох чи більше рас належало 0,7 %. Частка іспаномовних становила 0,9 % від усіх жителів.
За віковим діапазоном населення розподілялося таким чином: 23,2 % — особи молодші 18 років, 61,5 % — особи у віці 18—64 років, 15,3 % — особи у віці 65 років та старші. Медіана віку мешканця становила 41,4 року. На 100 осіб жіночої статі у місті припадало 83,0 чоловіків;  на 100 жінок у віці від 18 років та старших — 84,6 чоловіків також старших 18 років.
Середній дохід на одне домашнє господарство  становив 42 076 доларів США (медіана — 35 455), а середній дохід на одну сім'ю — 47 859 доларів (медіана — 36 705). За межею бідності перебувало 31,1 % осіб, у тому числі 50,0 % дітей у віці до 18 років та 1,4 % осіб у віці 65 років та старших.
Цивільне працевлаштоване населення становило 152 особи. Основні галузі зайнятості: освіта, охорона здоров'я та соціальна допомога — 19,1 %, роздрібна торгівля — 17,8 %, публічна адміністрація — 12,5 %, мистецтво, розваги та відпочинок — 10,5 %.